# Unidad de Transmisión
Unidad de Transmisión fue un dúo de música industrial argentino. Fue formado en Buenos Aires en 1989 por el músico y productor Carlos Shaw y el músico Matias Kritz. La agrupación estuvo activa hasta principios de 1994. 
Luego de varios proyectos sin reconocimiento, es en 1989 cuando Matias Kritz junto al productor Carlos Shaw, crean Unidad de Transmisión. Es considerada como la primera agrupación de música industrial/EBM en Argentina. UDT consigue una gran cantidad de seguidores y adeptos a este estilo. En 1992 ganan el premio a banda revelación otorgado por el Centro Cultural Recoleta. En 1993 firman contrato con Sum Records y realizan su primer EP de remixes titulado Prisión virtual, durante ese mismo año Unidad de Transmisión realiza varias presentaciones en Buenos Aires. 
A fines del año 1993, y por una cuestiones de gustos musicales; deciden separarse y comenzar sus respectivas carreras como solistas.

## Discografía
- 1993 - Prisión Virtual (EP, Sum Records)[4]